# Sagitta
Sagitta är ett nederländskt segelflygplan i standardklassen.
Sagitta konstruerades av Piet Alsema som ett sätt att lösa bristen på högvärdiga segelflygplan i Nederländerna. Innan första prototypen flög första gången använde Alsema tre års tid för att forska fram de bästa egenskaperna som då fanns tillgängliga. För vingen valde han att använda en NACA 63-618 profil i roten medan den sakta övergick till en NACA 4412 i vingspetsen.  
För att klara de hårda nederländska luftvärdighetskraven blev flygplanet ett av de tyngsta i sin klass. Både vingen och flygplanskroppen tillverkades i trä som sedan kläddes med duk. Men till skillnad från andra länder som godkände att vingspryglarna tillverkades i en fackverkskonstruktion av faner tvingades man använda massivt trä, även skevrodren var tillverkade i massivt trä. Luftbromsarna som låg infällda i vingen öppnades på både ovansidan och undersidan vid ansättning. Flygplanet var mycket strömlinjeformat för att minska luftmotståndet, redan på konstruktionsstadiet fick den namnet Sagitta (pil). Från förarkabinen har man möjlighet att se ut över 360 grader vilket är ovanligt för segelflygplan. Det fasta hjulstället var försett med en trumbroms som kunde ansättas genom tryck på ett handtag som var fäst i flygplanets kontrollspak. Flygplanet kom att bli ett av de sista högvärdiga flygplanen tillverkat i trä innan man övergick till glasfiber.
Efter att genomfört den första provflygningen med PH-266 1960, ändrade man vingens utformning till att använda enbart NACA profilen 4412 för att få vingen att stalla före vingspetsen, samtidigt kortades framkroppen framför förarkabinen innan serietillverkningen inleddes. Det första serietillverkade flygplanet PH-280 gavs versionsnamnet Sagitta 2. Under serietillverkningen ändrades olika detaljer på flygplanen och när man nådde tillverkningsnummer tretton fick alla efterföljande flygplan versionsnamnet Sagitta 13. Under 1964 tillverkades ett flygplan på beställning av en belgisk pilot med en spännvidd på 17 meter, senare såldes flygplanet vidare till USA. Totalt tillverkades, fram till 1968, 21 kompletta flygplan samt delar till två flygplan som inte monterades. 
Ed van Bree deltog i segelflyg-VM i Argentina 1963 med en Sagitta. Trots att han genomförde två mycket bra tävlingsdagar slutade han på 31:a plats. 